# 고백록 (아우구스티누스)

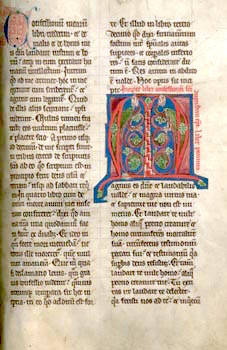

AD 397년에서 400년 사이 쓴 《고백록》(Confessiones)은 히포의 아우구스티누스의 수많은 저서 가운데 가장 많이 알려지고, 가장 많이 읽히는 그리스도교의 중요 고전 가운데 하나다. 이 작품 줄거리는 그가 자기애만 가득했던 지난 날을 고백하고서 신적인 사랑으로 올라서는 작품이다. 이 작품은 서구세계에 큰 영향을 끼친 기독교 문헌이자 하나의 모델이다. 헨리 채드윅(Henry Chadwick) 교수는 고백록은 서구 문학의 최고 작품 가운데 있다고 했다.참회록이라는 제목은 적절하지 않다. 왜냐하면 이 책에서 아우구스티누스는 하느님께 자기죄를 "고백"하는 동시에 위대한 존재인 하느님을 “찬미”한다. 더구나 이 책 제10권 이하에서 아우구스티누스는 그의 인간론, 시간관, 성경해석 방법론 등을 개진하기 때문에 그의 신학 사상과 철학 사상을 이해하는 데에도 매우 중요한 책이다.

## 고백록을 쓴 동기와 편찬 시기
AD 391년 로마제국은 가톨릭를 법적인 의미의(de iure) 국가종교로 삼았지만, 비신자들이 아직 많이 남아 있었고, 마니교와 이단, 도나투스파와 같은 분파의 활동도 가톨릭교회(보편적인 교회, 보편교회)에 상당한 어려움을 주고 있었다. 이에 성 아우구스티누스는 자기가 믿는 가톨릭의 하느님을 옹호하고, 보다 많은 사람들에게 함께 이 하느님에 대한 신앙을 가지자고 호소할 목적으로 이 책을 쓰게 되었다. 이 책은 그가 로마가톨릭 주교로 서품받은 지 1년 뒤인 서력 397년에 집필을 시작하였고 그로부터 4년 뒤인 서력 401년 완료되었다.

## 고백록의 내용
1-9권은 스스로의 죄가 깊다는 것을 단지 표면적 현상만으로서가 아니라 행위의 밑바닥에 있는 동기 자체로부터 고백하고 엄격히 비판한다. 입신출세를 위해 수사학 등을 배울 때 빠졌던 방탕한 생활, 마니교나 점성술에 미혹되었던 일, 드디어 어머니의 간절한 기도와 밀라노의 로마가톨릭 주교 암브로시우스의 지도에 의해 회심하기까지의 일을 서술하고 있다. 수도생활에 들어가려고 귀향하는 도중 어머니의 죽음을 맞아, 어머니의 경건한 생애를 이야기하고 9권을 끝맺는다. 10권에서는 당시의 히포레기우스 로마가톨릭 주교로서의 자기관찰·자기비판을 행한다. 마지막 세 권은 성서의 신·세계·시간·영원에 대해 명상하고, 시간론을 전개한다.

### 베르길리우스의아이네이스[1]
아우구스티누스는 그의 학창 시절에 베르길리우스의 아이네이스를 읽고, 많은 감동을 받았고 그 자신의 방황을 잊어버릴 수 있었다고 말한다. 아이네이스와 디도간의 불운한 로맨스는 그에게 감정적 영향을 주었다.

## 영향
이 책은, 아우구스티누스의 생전에 벌써 많은 사람들이 애독하는 책이 되었고, 그가 죽은 뒤에는 가톨릭의 전승이었으나, 이후 그리스도교의 고전으로 자리잡았다.

## 평가
- 인간의 내면의 모습을 진실되게 고백한 스토리텔링이다.

- 창조주이신 하느님 앞에서 실존적 인간의 모습을 표현한 신학적 인간학이다.

- 현실 인간의 철저한 연약한 모습을 보였다.

- 인간의 죄는 본성적으로 하느님을 떠나서 열정화하는 모습을 서술하였다.

- 욕망적 죄의 본성은 하느님의 사랑의 능력으로 변혁된다는 것을 진술한다.

- 인간은 하느님의 은혜와 사랑으로 죄와 욕망의 본성들을 거부해야 한다고 강조한다.

- 인간은 하느님을 찬양하는 존재이며 하나님의 형상으로 존재하는 자이다.

- 신학적 특징으로 시간관, 인간관, 창조관, 성경관(성경의권위, 제 6권) 그리고 성경해석(성령님의 조명으로 제 12권) 그의 극적인 변화의 모습, 회개를 통한 새로운 존재로 거듭나는 모습과 하나님을 찬양하는 존재로 거듭난 것을 보인다.

- 이단의 오류들과 가톨릭 교회의 잘못된 교리들에 대한 경고를 한다.

## 같이 보기
- 해석학적 순환

## 참고 문헌

### 한국어 번역
- 가톨릭 측 번역: 성 아우구스티누스 저, 최민순 역, <고백록> 서울: 바오로딸, 1965. 성 아우구스티누스 저, 성염 역, <고백록> 서울:경세원, 2011.
- 장로교 측 번역: 성 어거스틴 지음, 김광채 옮김, <성 어거스틴의 고백록> 서울: CLC, 2004.
- 감리교 측 번역: 성 어거스틴 지음, 선한용 옮김, <성 어거스틴의 고백록> 서울: 대한기독교서회, 2003.
- 문학 측 번역: 성 어거스틴 저, 김병옥 옮김 <아우구스티스 고백록>

1. ↑  “Love and Duty in Virgil’s Aeneid and Augustine’s...  123 Help Me”. 2024년 2월 14일에 확인함.